# Charles Demolombe
Jean-Charles Florent Demolombe, connu sous le nom de Charles Demolombe, né le 22 juillet 1804 (ou le 24) à La Fère (Aisne) et mort le 21 février 1887 à Caen (Calvados), est un juriste et interprète du Code civil français, « prince de l'exégèse ».

## Arrière-plan familial
Le père de Charles Demolombe, prénommé Dieudonné, était notaire. En 1806, il acheta à Villers-Cotterêts l’étude de Maître Choisy et vint y habiter. En août 1817, il y fut nommé par Louis XVIII économe puis directeur du dépôt de mendicité de la Seine. Dieudonné Demolombe, chevalier de la Légion d’honneur, occupa ce poste jusqu’à sa mort (5 avril 1842).

## Carrière
Jean-Charles Demolombe passa donc son enfance à Villers-Cotterêts, puis, pour suivre la tradition familiale, partit à Paris étudier le Droit. Ses professeurs furent entre autres les « Trois D » : Duranton, Ducauroy et De Mante. Reçu docteur en Droit le 2 août 1826, il s'inscrivit aussitôt à Paris à un concours de professeur de Droit suppléant, qui durait quatre mois et comportait quarante-cinq épreuves. Il le remporta, et fut alors nommé professeur suppléant à la faculté de Caen, reprenant alors la chaire du Professeur Cyril Athanase Grimaldi[réf. nécessaire]. 
Charles Demolombe devint par la suite avocat consultant et professeur à l'université de Caen. Occupé par l'étude du Code, il décline toute autre activité telle que le poste de procureur à la Cour de cassation, un poste de professeur à Paris. Il est doyen de la faculté de Droit et bâtonnier de l'ordre des avocats. Il publie une œuvre monumentale qui est son Cours de Code civil de Napoléon en 31 volumes en 1845 et 1876. Cette œuvre, restée inachevée, s'arrêtant à l'article 1386, fut continuée par son successeur à l'Université de Caen, Louis Guillouard.
Il est toutefois élu le 23 janvier 1864 à l’Académie des sciences morales et politiques en section de législation à la place 5 à laquelle siégeait John Austin (1790-1859).
Son œuvre
Il estime, comme la plupart de ses collègues civilistes du XIXe siècle, que l'objet de travail de juriste est le droit positif, qu'il réduit toutefois, comme ses collègues, au seul Code civil, sans égard pour la jurisprudence. Il dit : « Le droit est la loi civilement obligatoire ». Le droit vient de la loi et c'est l'autorité qui en a reçu la compétence par la Constitution qui fait la loi. C'est-à-dire le pouvoir législatif.
Il estime qu'il y a des principes qui viennent du droit naturel et d'autres qui viennent de la loi positive. Sans nier le droit naturel, il estime qu'il y a un droit naturel variable dans le temps et dans l'espace. Pour Demolombe, le droit naturel est contenu dans le droit positif, qui lui-même est contenu dans le Code civil.
Il diffuse ses idées non seulement par ses écrits, mais également par ses enseignements qu'il prodigue avec passion. Il est d'ailleurs l'un des premiers professeur à mener une véritable réflexion sur la méthode d'enseignement, n'hésitant pas à s'inspirer d'autres disciplines. Il recourt ainsi aux tableaux, schémas et figures pour illustrer ses raisonnements et transmettre ses idées. Il est ainsi, d'une certaine façon, le père du legal design.

## Publications
La publication majeure de Demolombe est son cours intitulé Cours de Code Napoléon, ouvrage de plus grande ampleur que les traités comparables de Maleville et Pigeau. Demolombe y travaille toute sa vie (dès 1845) et publie, jusqu'à sa mort, les 31 premiers volumes. Son élève, Louis Guillouard, poursuivra l'œuvre jusqu'au volume 49. C'est ensuite un autre Jean-Charles, Jean-Charles Bucheron, qui poursuivit la mise à jour du Cours pour une seule et unique édition qui marque le grand déclin de l'influence du "prince de l'exégèse".
Le traité suit le plan du Code civil. Le Code est encore récent et les commentateurs sont extrêmement respectueux du texte. Demolombe souhaite se borner à en dégager les principes et tirer les conséquences logiques. Il sera le dernier exégète après qui cette école sera critiquée. Sa démarche évoque le positivisme à venir. Demolombe parle de « science du droit » et se réfère de plus en plus à la jurisprudence, étendant ainsi le champ du droit. Il développe une certaine méfiance à l'égard du droit naturel et propose une synthèse méthodologique qui relève de la démarche analytique et synthétique d'Aubry et Rau. Il réprouve néanmoins l'influence allemande défendue par ces auteurs alsaciens et prend des positions marquées dans une controverse restée célèbre l'opposant à l'auteur Alsacien Ernst Haftung. 
Demolombe participe à la création de la Revue critique de législation et de jurisprudence, première revue à proposer de vrais commentaires d'arrêts.

## Distinctions
- Commandeur de la Légion d'honneur (1868)

## Hommages, postérité
- À Caen : 

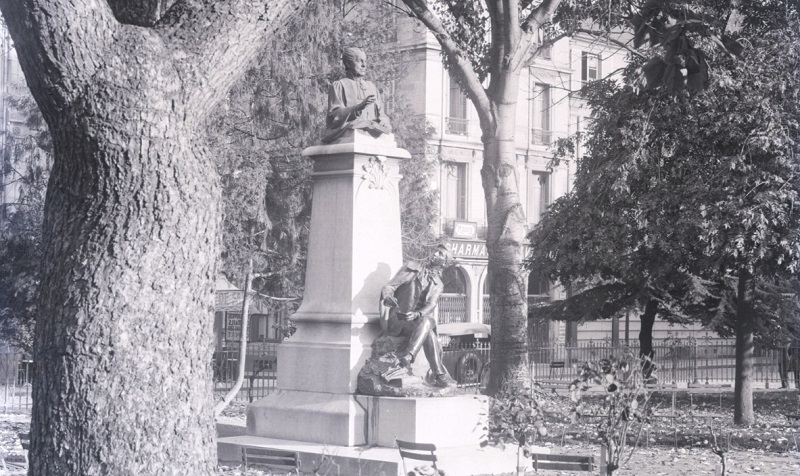
Monument le représentant sur la place de la République à Caen.

  - Le 31 janvier 1905, à la demande du conseil de l'ordre des avocats, la rue du Canu, proche de l'ancienne université, est rebaptisée rue Demolombe[6].
  - Le monument à Demolombe, réalisé par Edmond de Laheudrie, est inauguré le 5 août 1905 sur la place de la République[7].
  - Un amphithéâtre dans la faculté de droit de l'université de Caen-Normandie porte son nom.
  - la salle principale de restauration du CROUS[Quoi ?] porte son nom.
  - Le centre de recherches sur le droit privé (équipe d'accueil 967) de l'Université de Caen Normandie a porté son nom jusqu'en 2022.